# Jacques Lemercier

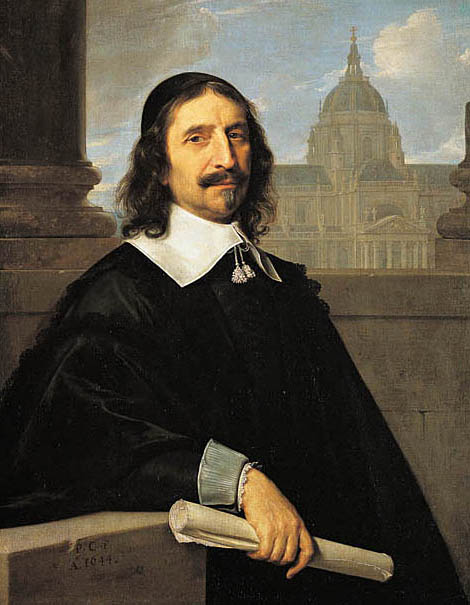
Jacques Lemercier, Porträt von Philippe de Champaigne (1644). Im Hintergrund die von Lemercier entworfene Universitätskapelle der Sorbonne in Paris

Jacques Lemercier (auch: Le Mercier) (* 1585 in Pontoise; † 1654 in Paris) war ein französischer Architekt, Ingenieur, Urbanist und Gartengestalter.
Er war Angehöriger einer weitverzweigten Dynastie von Bauunternehmern und Architekten, Enkel von Pierre I. Lemercier, Sohn des erfolgreichen Maurermeisters und Bauunternehmers Nicolas Lemercier (* 1541, † 1637) und Bruder von Pierre II. Lemercier.
Jacques Lemercier erhielt eine sorgfältige Ausbildung in Rom, seit spätestens 1607 und bis 1612. Nach seiner Rückkehr erwarb er sich die Gunst sowohl der Königinmutter und Regentin Maria von Medici als auch des Kardinals von Richelieu und trat 1613 in die Dienste von Ludwig XIII., der ihn 1639 zum ersten Hofarchitekten (Premier architecte du Roi) ernannte.
Lemercier baute zahlreiche Schlösser, Stadtpaläste, Kirchen, Klöster und Hochaltäre in Paris und in der Provinz, sowie, im Auftrag des Kardinals, die Stadt Richelieu. 1626 folgt er auf Salomon de Brosse als Architekt für den Bau des Palais du Luxembourg und 1646 auf François Mansart für die Vollendung der neuen Kirche des Val-de-Grâce-Klosters.

## Werke (Auswahl)

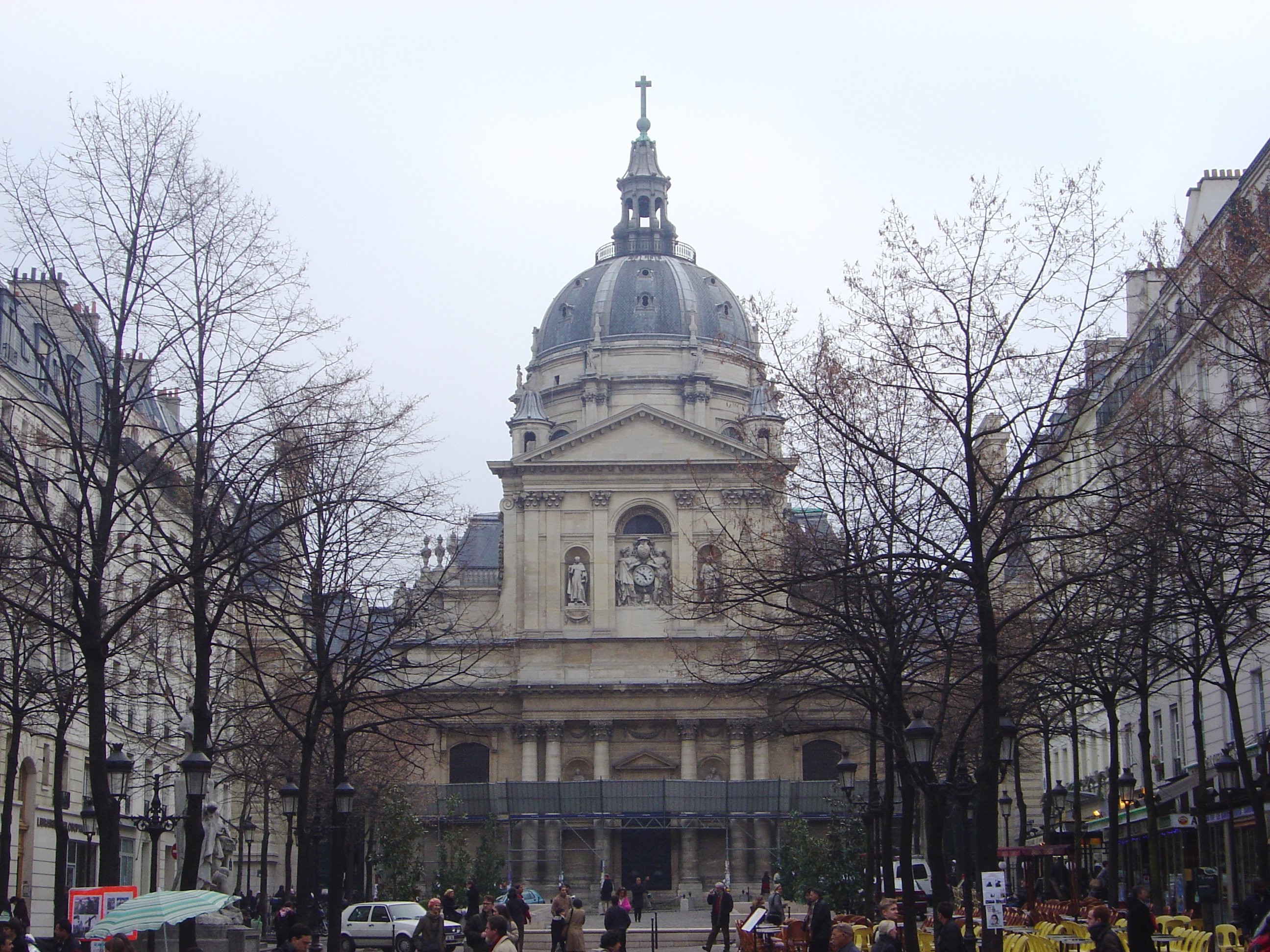
Universitätskapelle Ste. Ursule heute

- St-Joseph-des-Carmes (1613 bis 1620), Karmeliterkirche in Paris
- Pont Neuf in Toulouse, 1614 bis 1632 (Entwurf und Bau der Steinbögen)
- Pavillon de l’Horloge (1624) für den Louvre in Paris
- Westflügel der Cour Carrée (1624) für den Louvre in Paris (Verlängerung des Pierre-Lescot-Flügels)
- Palais Royal (ab 1624) in Paris; von Lemerciers Beitrag zu diesem Stadtpalais blieb nur die Galerie des Proues erhalten
- Oratoire du Louvre (1627 bis 1630, mit Louis Métezeau) in Paris
- Pläne für die Stadt und das Schloss Richelieu (1631)
- Pläne für den Hochaltar der Pfarrkirche St-Eustache de Paris (1634)
- Pläne für die Kirche des Franziskanerklosters Couvent des Cordeliers (1634; zerstört) in Paris
- Ste. Ursule, Universitätskapelle (1635) der Sorbonne in Paris
- Kirche des Val-de-Grâce-Klosters (ab 1646) in Paris, nach den Plänen von François Mansart
- Pfarrkirche Saint-Roch (1653) in Paris (Pläne und Bau des Hauptschiffes)